# Shiseido
Shiseido (株式会社資生堂, Kabushiki-gaisha Shiseidō) is een internationaal actief Japans cosmeticabedrijf met hoofdzetel in Tokio. Het productgamma van Shiseido bestaat uit huidverzorgingsproducten, make-up, zonnecrèmes, lichaams- en haarverzorgingsproducten en luxe-parfums "Zen".
Shiseido ontstond in 1872, toen Arinobu Fukuharu in Tokio de eerste apotheek naar westers model opende. Vanaf 1878 produceerde en verdeelde Shiseido medicijnen; in 1888 introduceerde het de eerste tandpasta in Japan. In 1897 volgde het eerste cosmetische product: Eudermine, een huidlotion om droge huid te voorkomen.
De internationale expansie begon in 1957, eerst met het verkopen van Shiseido-producten in Taiwan, gevolgd door Singapore, Hawaii in 1962 en Italië in 1963. In 1965 werd Shiseido Cosmetics America opgericht. In 1980 werden Shiseido France en Shiseido Deutschland gesticht, en werd de bekende Franse parfumontwerper, fotograaf en designer Serge Lutens ingehuurd. Hij ontwierp voor Shiseido een eigen parfum alsmede verschillende advertentiecampagnes -films.
Shiseido is het oudste nog bestaande cosmeticabedrijf ter wereld. In 2012 vierde Shiseido zijn 140-jarig bestaan. Voor de gelegenheid werd het eerste cosmetisch product, Eudermine weer uitgebracht in de oorspronkelijke verpakking. In september 2012 brengt het luxemerk "Clé de Peau Beauté" van Shiseido de duurste gezichtscrème ter wereld uit, "La Crème", die $13.213 kost, vijf keer meer per gram dan de prijs van goud. Er worden slechts drie potjes van 50 gram van verkocht.
Shiseido is genoteerd op de Tokyo Stock Exchange en is opgenomen in de Nikkei 225 beursindex. Het bedrijf telt in 2012 rond de 31.000 medewerkers in meer dan 70 landen.